# Нійсхо
Нійсхо («Справедливість», інг. Нийсхо) — громадсько-політичний рух, що виступає за повернення до складу Республіки Інгушетія Пригородного району, східна частина якого раніше входила до складу ЧІАРСР, але в 1944 році приєднана до Північної Осетії.

## Діяльність
Основною метою Демократичного союзу «Нійсхо» є реалізація Закону «Про реабілітацію репресованих народів», а саме відновлення територіальної цілісності Інгушетії.

## Відношення до влади в Росії
Перші особи організації підтримують політику Російської Федерації, зокрема в питанні Криму та бачать Інгушетію у складі Росії, проте хочуть повернути до Інгушетії втрачені території.

## Політрада
Политсовет демократического Союза Ингушетии «Нийсхо» (рос.):
- Дашлакиев И. А. – председатель

Члени
- Фаргиев Х. А. – народный депутат СССР (1989—1992)
- Костоев И. Ю. – депутат ВС РСФСР (1990—1993)
- Кодзоев И. А.[d] – писатель
- Медов Я. Д. – педагог
- Хадзиев М. М. – писатель
- Мамилов З. И. – профсоюзный деятель
- Мережков И. А. – предприниматель
- Ханиев И. Д. – педагог